# Frédérick Bouyer
Pour les articles homonymes, voir Bouyer (homonymie).
Cet article possède un paronyme, voir Frédéric Bouyer.
Frédérick Bouyer est un ancien attaquant international français de rink hockey. En 2016, il est l'entraineur de l'équipe de Saint-Brieuc puis en 2018 celui de Créhen, toujours pour le championnat de Nationale 1.

## Biographie

### Carrière

#### Parcours sportif
N'ayant pas été admis au centre de formation du FC Nantes, il se redirige vers le rink hockey qu'il commence à pratiquer à l'âge de 10 ans. Au cours des saisons, il intègre de nombreux clubs ligériens tel que l'ASTA Nantes, l'AL Saint-Sébastien, le Nantes ARH et La Roche-sur-Yon. Il passe également par Quévert.

#### Parcours entraineur
Il entraine l'équipe de Créhen durant trois saisons avant de rejoindre le Hockey Club quévertois. Il y reste une saison et demie avant de prendre les rênes du collectif de Saint-Brieuc.

### Vie privée
Frédérick Bouyer a deux enfants.

## Palmarès
Champion du monde B en 1994.

Plusieurs fois champion de France.